# Бенджамин, Артур
Артур Лесли Бенджамин (англ. Arthur Leslie Benjamin; 18 сентября 1893 года, Сидней — 10 апреля 1960 года, Лондон) — австралийский композитор, педагог и пианист.

## Биография
Артур Бенджамин родился в Сиднее 18 сентября 1893 года в еврейской семье, хотя он был не практикующим евреем. В 1911—1914 годах учился в Королевском музыкальном колледже в Лондоне у Чарльза Станфорда (композиция) и Ф. Клиффа (фортепиано). В 1919—1921 годах преподавал игру на фортепиано в Сиднейской консерватории. С 1922 года жил в Англии. Композиторскую деятельность начал в 1924 году, совмещая её с преподаванием и исполнительством. С 1926 года — профессор композиции в Королевском музыкальном колледже (среди его учеников — Бенджамин Бриттен). В 1941—1946 годах — дирижёр симфонического оркестра. 

### Кино
Артур Бенджамин активно писал музыку к фильмам. Композитор начинает свою успешную карьеру в кино в 1934 году с адаптации музыки наполеоновской эпохи к фильму «Алый Первоцвет» (1934) и Человек, который знал слишком много» (1934 и авторемейк 1956 года), для которого Бенджамин написал кантату «Грозовые облака». Среди других саундтреков были песни для фильма Александра Корды  «Идеальный муж» (1947), «Покорение Эвереста» (1947), «Камберлендская история» (1947), «Шаги балета» (1948), «Master of Bankdam» (1947), «Волны над нами» (1955) и «Огонь внизу» (1957). Хотя большинство музыкальных произведений композитора хранится в Британской библиотеке, все партитуры к фильмам, не считая издания «Идеального мужа», полностью утеряны. Единственной сохранившейся партитурой является кантата «Грозовые облака», переориентированная в 1956 году композитором Бернардом Херрманом.